# 阮民安
阮民安（英語：Tommy Yuen Man On，1980年5月13日—），香港男歌手，為前男子組合E-kids成員，在組合中負責作曲，後作獨立發展。曾與跳舞歌唱組合Bro-5合作推出歌曲，作品包括《七日之癢》、《亂世起舞》等。
阮民安早年就讀於中華基督教會基慧小學和中華基督教會銘基書院。中學時因撬開同學的貯物櫃涉嫌偷竊而被學校要求自動退學。
出道前原本在Stareast任職侍應，其後因得到譚詠麟、曾志偉及陳百祥等人賞識，2002年與郁禮賢和林詠倫（林泳）合組E-kids進軍樂壇。
2012年9月28日，林敬剛和阮民安以100萬港元，投資鄭氏娛樂製作公司。
2022年2月15日，阮民安因「A小妹妹」案被拘捕。2023年7月25日，阮承認煽動及洗黑錢兩罪。同年8月31日，阮被判囚26個月，充公37萬元。同年9月29日，阮民安刑滿出獄。
2024年5月1日，阮民安宣布已移居英國與妻兒團聚。但他在2025年初返回香港，並於6月18日因涉嫌店舖盜竊被捕，及被控以1項盗竊罪。原定2025年7月9日，於九龍城裁判法院提堂，阮民安沒有到庭應訊，法庭就案件發出拘捕令。阮其後在網上聲稱自己已經離開香港，沒有想過上庭。 2025 年8月18日阮民安在英國曼徹斯特市中心與Knockknot marketing 的公司女董事 ELSA CHAN LONG YAN 及 SAMMI LI CHOI YEE 為其妻EVA CHEUNG慶生，ELSA 在社交媒體Facebook 大駡「條渣男冇盡老公父親責任」。

## 政治參與
2019年8月3日，阮民安被電視台拍到參與反修例示威，他直認畫面中的銀髮男是他本人。同月23日他出席網民發起的「香港之路」活動及現身8月25日荃葵青大遊行，向香港政府表達訴求，後在Facebook發長文，題為〈我很窮，我愛人民幣，但我更愛香港〉，他與妻子的微博遭內地網民洗版，批評是港獨。同月，他不獲已經連續出席過4年的上海時裝周邀請，他指主辦方是因政治因素而作此決定，但強調自己不會妥協，會轉攻其他地區的市場。
2019年8月31日港島及九龍區示威中，阮民安在銅鑼灣東角道舉行「沒有國泰，還有民安」港島區流動演唱會，又稱會「一路同您哋唱到去金鐘，中環」，又與市民大叫「香港人加油」及「五大訴求 缺一不可」。阮民安又說即使在上海以至其他內地工作機會被取消，但都不會害怕。
2020年6月30日，其妻稱在住宅樓下收到一位操普通話口音男子寫給阮民安的一封信，寫信人恐嚇道：「阮文安（原文如此），上次斬街站，聽日七一如果見到你，斬X你」（上次是砍街站，明天七一如果見到你，就砍你）。

## 「A小妹妹」案
2021年4月27日，阮民安在其社交網站發文，表示收到一名少女「A小妹妹」求助。他指「A小妹妹」19歲，是「手足」（參與抗爭的同路人），父母離異，跟母親同住，現被控暴動罪，將面對5年以上的刑期。同年6月28日，阮民安發文指「A小妹妹」面臨十年冤獄，並指她已親手包了約500包曲奇餅，並親手寫了一張紙條答謝捐款者。他並指「A小妹妹」正在張羅律師費、情緒病的醫療費、生活費等。同年11月15日，阮民安發文指「A小妹妹」將於兩星期內正審，律師最後階段告訴她刑期可能3年或以上。同時，她剛出院的母親突然頭痛及手腳麻痺並暈倒，要再次入院。
2022年2月14日，阮民安在社交網站出文，指「A小妹妹」暴動案己審結，將於4月判刑，「A小妹妹」可用原有條件保釋。阮指「A小妹妹」的母親患大腸癌4期復發並已擴散，醫生指若不接受治療，存活期最多只有半年。阮氏說他一直支援「A小妹妹」的律師費、情緒病的醫療費及生活費等，現要再加上其母的醫藥費，希望網民再捐錢支助。
翌日（2月15日），警方在沙田九肚山麗坪路33號的玖瓏山拘捕阮民安（41歲），並在天水圍天澤邨拘捕報稱無業的黃天昊（20歲，阮民安前妻的胞弟）。警方表示阮民安涉違反《刑事罪行條例》10條「作出煽動意圖行為罪」，及《有組織及嚴重罪行條例》25條「洗黑錢條例」被捕。警方進行搜屋後檢獲銀行卡及紀錄等證明相關洗黑錢罪行，並凍結約14萬資產，分別於本地銀行戶口及一個馬會投注戶口內。警方交代案情指，阮民安於去年9月起，在社交媒體上不斷發出具煽動性行為，希望引起憎恨政府及司法，並激起市民不滿。李桂華指阮民安並涉嫌以圖文並茂，對不滿意的裁決咒罵相關法官，又對警員死傷作嘲笑，引起市民對警察仇恨。另外，阮氏亦涉嫌於第5波疫情下，抹黑及呼籲杯葛政府的防疫措施，亦用粗言穢語批評專家的意見。
案情指，阮在案發期間發起過多項募捐計劃，包括售賣曲奇為一名被控暴動的19歲「A小妹妹」籌款，並會透過黃天昊的帳戶收款。惟警方檢取阮民安電話後發現，他與妻子張倚雯在內的WhatsApp群組顯示，兩人曾討論創作虛構人物「A小妹妹」，以及在社交媒體發布多張「A小妹妹」的相片。兩人亦提到要訂購第三方供應商的曲奇，虛稱曲奇由「A小妹妹」親手所造並收益會用作資助她。兩人亦討論要製造看似是「A小妹妹」所寫的親筆感謝信並在社交媒體發布，又提及設計捐款箱並放在「黃店」接受捐款。實際上，阮民安誘使他人捐款至他小舅黃天昊的滙豐銀行帳戶，在2021年3月28日至2022年2月15日期間，黃天昊的戶口共有3,907筆存款，總額為港幣逾200萬元，當中與「A小妹妹」有關的，共有1657筆存款，涉款逾71萬元。期間，黃天昊的戶口有165萬元經櫃員機轉帳或提款，轉入阮民安的帳戶，其中逾100萬更轉賬至阮的賽馬會帳戶作賭博用途。
2023年7月25日，阮民安於區域法院承認煽動及洗黑錢共兩罪。同年8月31日，法官練錦鴻判刑時指出，阮不惜像製作連續劇般捏造虛構人物「A小妹妹」籌款歛財，以道德綁架他人的同情繼續捐款，斥被告自詡身處道德高地、著眼香港前途和支持同路人，但其行為精心設計、持續自我宣傳及斂財手段，較一般為勢所逼或受不住誘惑鋌而走險犯案的普通罪犯更為卑劣。練錦鴻指阮民安以「高姿態詐騙及勒索普通人的同情心」騙取款取，涉款逾70萬元，共有約 1,600 次匯入紀錄，可推算有逾千人受騙。另外，涉案帖文沒任何政治見解，並附帶宣傳黃店、被告演唱會及以煽情文字要求捐款，目的是燃起社會已逐漸平息的不滿和不安之情。而被告報稱為藝人，有一定知名度，吸引多人回應及分享帖文，對社會「為害非淺」。量刑以39個月監禁為起點，考慮阮民安認罪扣減後，判囚26個月。控方另申請充公令，在辯方不反對下獲批，共充公37萬元款項。

## 爭議

### 中學時因盜竊而退學
2003年2月，阮民安遭傳謀揭發讀中五時曾撬開多名同學的貯物櫃偷竊財物，學校以涉嫌偷竊而要求他自動退學。當時阮民安承認曾自動退學，辯稱只是一時貪玩，期間又自認八歲時亦曾偷錢打機。

### 赴澳門豪賭借貴利被押返港
2006年7月12日，阮民安赴澳門回力娛樂場豪賭，欠下廿四萬貴利，被大漢押回香港收債，驚動寰宇電影公司的老闆林小明出面談判，將原來的廿四萬元債務減至十二萬元，其後阮民安透過經理人表示會戒賭，但之後又被揭發合組新 E-kids 時，與拍檔合資的十二萬元數目不清，令提攜他的譚詠麟指責他一錯再錯。

### 賣演唱會票尾當作門票
2012年，韓國組合 Big Bang 來港在亞洲博覽館開演唱會，三場演唱會一票難求，阮民安聲稱有途徑可以取得門票，吸引大批歌迷入錢買票，但最後阮民安取巧以演唱會的票尾當作門票，涉嫌行騙。在演唱會當晚，歌迷未能憑票尾成功進場，而阮民安又未有出現，受害者包括無綫藝人李君妍及尹詩沛。直到受害者報警後，阮民安才現身，事後阮氏向眾人退錢以平息風波。

### 被前女友控訴盜竊及欠債不還
2019年12月，阮民安的前同居女友阿K向傳媒指控他有欠債不還及盜竊等個人操守問題。任職售貨員，月入3萬的阿K指出，她是在2012年的聖誕派對中認識阮民安，拍拖三個月後，阮便提議以她的名義租樓在土瓜灣翔龍灣租樓同居，她在地產經紀口中發現原來阮是該區有名的租霸。同居期間，阿K要負責屋租及大小雜費，她並發覺身邊財物常常不翼而飛，同時阮會以不同藉口問她要錢應急。阮更要求阿K代他租屋、供車上會，及申請三張信用卡給他以「冚數」（以信用卡借新債來還舊債），結果債台高築，欠下財務公司巨債，由於阮民安沒有還款，阿K要獨力承擔巨債。阿K因被人上公司追債而失去工作，走投無路時曾想自殺，最後她花了約五年才還清接近五十萬債項。阿K要求與阮民安對質但遭他拒絕，阮表示已將事件交給律師處理。

### 演唱會取消後不肯退款
在2019年曾因演唱會未能舉行後遲遲未肯退款給已買票之人士，被報章指「食人血饅頭」。同時亦有報導指其曾多次嘗試申請不同場地表演，但懷疑遭政治打壓而被場地方拒絕其申請。

### 稱有巨星邀其妻到酒店開房
2019年年底，阮民安稱有一名「紅遍亞洲的天皇巨星」邀請其妻張倚雯到酒店開房進行親密行為。他本來表示不欲再說，後來又再度主動提起，並以「林先生」稱呼對方。同時，其妻被傳媒踢爆，在電話通訊中與大量男藝人有頻繁訊息交流，引起網民熱議。

### 違反限聚令及光顧無牌酒吧
2021年6月18日晚，警方搗破一間位於尖沙咀天文臺道16號一個單位的懷疑無牌酒吧，單位內8名男子及1名女子被捕，據了解包括阮民安，他們涉嫌「在沒有領有酒牌的場所飲酒」被捕，同時涉嫌違反限聚令。他辯稱當時喝酒是要借場地做直播，表示已於翌晨保釋返家，同時收到警方向他發出的限聚令定額罰款通知書。

### 移英後繼續要求每月捐款
2024年5月2日，已到了英國的阮民安在其面書上發文，要網民「訂閱我的 Patreon 繼續支持我」。他在Patreon 設立「Tommy 阮民安老師｜圍爐遊樂團」專頁以收取捐款，分三類會員：第一類是每月捐港幣105元的「黃小隊」；第二類是每月捐港幣515元的「金黃小隊」；第三類是每月捐港幣5,110元的「民安遊樂園同伴上路戰略夥伴」。阮指每月捐港幣5,110元的「戰略計劃」是要「照顧各種原因而被迫入學（暗指入獄）的年輕人」。由於阮民安夫婦有虛構涉暴少女「A小妹妹」以欺騙金錢來供自己賭博的前科，他的捐款計劃引起網上熱議，有網民留言嘲諷「馬會投注戰略伙伴」、「直入馬會戶口做善事」、「個『小朋友』可能係佢個仔」等。 網絡博主家明更發長文譴責，以「香港人真係好易呃。」為題對他舉出十點指控。

### 涉嫌店舖盜竊被捕
2025年6月18日，阮民安涉嫌在土瓜灣馬頭角道的惠康超級市場偷竊被捕，他涉嫌盜取11件食物及飲品，當中包括：兩支茶、三支可樂、一支水、兩包糖果、一桶薯片、一盒餅乾、一包花生，總值港幣144元5角。警方亦在他身上發現一張他人的信用卡，相信卡主為阮的朋友。
2025年7月9日，案件在九龍城裁判法院首度提堂，但阮民安沒有到庭，裁判官發出拘捕令。

## 家庭
2017年，阮民安突然與有「原宿女神」之稱的香港日系模特兒張倚雯（Eva Cheung）奉子成婚，同年誕下兒子。2018年接受訪問時表示兒子剛滿一歲，希望跟他一同學習，陪伴他在錯誤中成長。2019年，妻子誕下第二名兒子。2022年5月，張倚雯透過社交媒體表示自己和兩名兒子己離開香港。
2024年5月3日，阮民安在他的面書專頁中展示一單位的照片，並指「呢（這）間屋，係我喺（在）香港最後住的一個地方」，提到自己在2022年2月15日於該單位被警察帶走。網民發現阮民安展示的單位，和九肚山麗坪路33號的玖瓏閣第一座低層F室單位十分相似，疑是同一單位。

## 音樂發展

### E-kids 年代
- 2002年阮民安與林詠倫（Alan）和郁禮賢（Tim/Kasa）組成男子組合E-kids。
- 2006年，E-kids解散。
- 2016年8月20日，E-Kids宣佈重組，並於2017年1月21日舉行E-KIDS 3XL Concert 2017。

### 獨立發展
於2019年在香港反送中運動期間，阮民安曾主演改編瑞克搖的歌曲《林鄭月娥 Give You Up》，以表示對政權、林鄭月娥的不滿及申訴五大訴求。
同年，他為響應民主訴求，聲援香港青年，推出派台新歌《煲底之約》，音樂錄像推出後掀起甚大回響。2021年1月1日，阮民安再推出新歌《手足》。

### 演唱會被取消
阮民安原定在2021年9月9日至10日於麥花臣場館舉辦兩場演唱會，卻因關閉場館為由而取消。他在facebook稱收到館方給他「無形嘅紅線壓力」，自己一直堅持到最後一秒，「已經用盡了我可以用的全部力氣，但始終都守唔住」。又指「今天的香港，一個又一個小小的演出都再容不下，香港還剩下什麼？」阮民安其後接受《明報》訪問，透露麥花臣場館高層「收到一啲壓力」，但沒有說明壓力的來源，更指場館在這個星期收到律師信，也不知道是誰發出。

## 音樂作品

### 唱片
- 2002年5月 《魅力移動2002》（EO2, E-kids, 張詠詩合輯）
- 2002年12月 《E-kids Diary》
- 2002年12月 《戀愛秘笈》（國語）
- 2003年8月 《Smile》
- 2004年1月 《Smile》（中國大陸發行）

### 單曲
- 《青年宮》
- 《垃圾》
- 《愛!一天》
- 《一世朋友》
- 《錯愛(周筆暢一周年廣東版)》
- 《Who's Dope (Bro5合唱)》
- 《Men s Talk(男士托)(林雪 合唱feat. MC Jin)》
- 《踩唔死我》
- 《煲底之約》
- 《手足》

## 演出作品

### 電影
1999年
- 《喜劇之王》

2000年
- 《唔該借歪!!》

2002年
- 《走火槍》

2003年
- 《愛火花》
- 《絕種鐵金剛》
- 《魔宅之鐵鎚凶靈》

2004年
- 《旺角黑夜》 飾 靚輝手下

2005年
- 《早熟》飾 Roger
- 《三岔口》
- 《擁抱每一刻花火》

2006年
- 《龍虎門》 飾 光頭星
- 《打雀英雄傳》
- 《半醉人間》

2007年
- 《森冤》

2008年
- 《同門》
- 《保持通話》飾 病人

2009年
- 《機動部隊系列》

### 劇集
- 2002年：香港電台電視部《平等機會檔案》
- 2003年：TVB《當四葉草碰上劍尖時》 飾 學生（客串）
- 2003年：Now.com.hk網劇《吻了再說》 飾 E-kids
- 2006年：廣州電視台綜合頻道、江西衛視《咏春》 饰 龙赫
- 2018年：ViuTV《VR驅魔人》

### 電視節目
- 2017年：ViuTV《超低能特攻隊》
- 2019年：日本放送協會《Kawaii International》

### 舞台劇
- 2018年：毛台劇《我殺死了尊貴客戶》

### 代言廣告
- 2002年：“Locman” 手錶香港區代言人
- 2003年：數碼通澳門 “點點通” 增值咭宣傳大使

## 獎項
- 2002年：TVB 勁歌金曲第二季季選 〈最受歡迎合唱歌曲獎〉 - “魅力移動”
- 2002年：E*plus 樂壇新人巡禮2002 〈新人賞〉
- 2002年8月：TVB 兒歌金曲頒獎典禮2002 〈十大兒歌金曲〉 - “青春變魔術”
- 2002年8月：E*plus樂壇大曬新組合銅獎
- 2002年11月：PM新勢力頒獎禮〈 PM至yeah人氣組合獎 〉
- 2002年12月：便利娛樂新人王2002 〈最受現場觀眾歡迎大獎〉、〈組合新人王〉
- 2002年12月：新城勁爆頒獎禮2002 〈新城勁爆新登場組合〉
- 2002年12月：TVB 2002年度十大勁歌金曲頒獎禮 〈最受歡迎合唱歌曲〉 - 金獎 “魅力移動”
- 2003年7月：廣州台勁歌王頒獎禮 〈人氣組合獎〉
- 2003年7月：第二屆PM夏日人氣頒獎禮〈 PM夏日活力人氣跳舞組合獎〉
- 2003年7月：3周刊至愛人氣藝人大賞 〈人氣組合〉
- 2003年8月：TVB 兒歌金曲頒獎典禮2003 〈十大兒歌金曲〉、〈最受父母歡迎兒歌〉 - “倉鼠俱樂部”
- 2003年12月：TVB 2003年勁歌金曲第三季季選 〈最佳改編歌曲演繹獎〉 - “玩玩具”
- 2003年12月：新城勁爆頒獎禮2003 〈新城勁爆跳舞歌曲〉 - “最佳表情”

## 外部連結
- 阮民安的Facebook專頁
- 阮民安的Instagram帳戶
- 阮民安在香港影庫上的簡介